# M&T Bank
M&T Bank — американская банковская корпорация. Основана в 1856 году как Manufacturers and Traders Trust Company (Трастовая компания производителей и торговцев). Деятельность сосредоточена на северо-востоке США.
Начиная с 1987 года M&T Bank рос за счёт покупки около 20 финансовых институтов, сначала в пределах штата Нью-Йорк, а с 2000 годах и в соседних штатах, в частности Provident Bank of Maryland в 2009 году, Wilmington Trust в 2011 году, Hudson City Bancorp в 2012 году. 22 февраля 2021 была завершена сделка поглощения People’s United Bank за 7,6 млрд долларов.
С 2017 года компанию возглавляет Рене Джонс (René F. Jones, род. в 1964 году); в M&T Bank работает с 1992 года.
Сеть банка насчитывает 716 отделений в штатах Нью-Йорк, Мэриленд, Нью-Джерси, Пенсильвания, Виргиния, Западная Виргиния, Делавэр, Коннектикут и столичный округ Колумбия, а также в Торонто (Канада) и Джордж-Таун (Острова Кайман). Банковская корпорация состоит из двух основных структур, Manufacturers and Traders Trust Company («M&T Bank») и Wilmington Trust. Активы на конец 2020 года составили 143 млрд долларов, из них 97 млрд пришлось на выданные кредиты; более половины кредитов связаны с покупкой коммерческой или жилой недвижимости, более трети — в штате Нью-Йорк. Принятые депозиты составили 105,7 млрд долларов.